# S2 엔터테인먼트의 음반
이 문서는 S2 엔터테인먼트의 음반이다.

## 2020년대
- 2023년 7월 5일 키스오브라이프 - KISS OF LIFE
- 2023년 11월 8일 키스오브라이프 - Born to be XX
- 2024년 4월 3일 키스오브라이프 - Mides Touch
- 2024년 5월 25일 키스오브라이프 - 송스틸러 - Sixth sense
- 2024년 7월 1일 키스오브라이프 - [Digital Single] Sticky
- 2024년 10월 15일 키스오브라이프 - Lose Yourself
- 2025년 5월 7일 키스오브라이프 - [Digital Single] KISS ROAD
- 2025년 6월 9일 키스오브라이프 - 224